# 묵자
묵자(중국어 정체자: 墨子, 병음: Mòzǐ 모쯔[*]: 기원전 480년(추정) ~기원전 390년(추정))는 중국 춘추전국시대의 송(현재 하남성 상구)에서 탄생한 사상가이자 철학자이다. 초기 전국 시대에 제자백가 중 묵가를 대표하는 위인이다.
핵심 사상은 겸애이고 《묵자》에 전한다. 유교 및 도교와 대립하였다. 그의 사상은 여러 나라에서 채택됐으나 진이 전국을 통일하자 선호 대상에서 제외되었다.
농성의 달인이어서 초나라의 공격을 아홉 번이나 방어하였다. "굳게 지킨다"는 뜻인 묵수가 여기서 유래했다.

## 철학
묵자는 참사랑이 부족하여 세상이 혼란스럽다고 판단하고, 사람들이 평등하게 서로 사랑하고 남에게 이롭게 하면 하늘의 뜻과 일치하여 평화롭게 된다는 겸애를 주장했다. 그것을 실행하는 방법으로 빈부 격차가 없는 경제상 평등(문리)을 강조하고 검소하게 생활하며 예악을 가볍게 생각하라고 주장하고 정치설로서는 비전론이 있다. 겸애 사상은 유가의 인, 불가의 자비와 유사하고 귀신의 존재를 인정하는 종교상 색채는 민간 신앙을 계승한 듯하며, 신분이나 관등이나 직책의 상하 관계에 의거한 서열을 존중하여 전통과 예악을 숭상하는 유가와 상대하였으나 겸애의 개념은 기득권층의 정치상 이유 탓에 역사상·철학상 발전하지 못하였다. 묵가는 진 이후에 쇠퇴하여 소멸하였다. 그 사람이 한 주장과 제자들의 설을 모은 책 《묵자》에 그 사람의 사상이 기록되어 있다. 하지만 묵적이 사회적인 계급을 완전히 거부한 것은 아니다. 그는 사회의 구성원들이 각자 맡은 일에 따라 나뉜 사회의 계급을 인정하였다. 다시 말하자면, 왕 밑에는 신하들이 있듯이 만인을 대표하여 그들의 일을 다루는 자 밑에는 그를 보필하여 국정을 보살피고 민생을 안정시키는 사회의 구성에 필요한 계급은 인정하였다.
공자와 묵자의 사상과 이론은 존비친소에 토대한 규범에 관한 부분은 차이가 있으나 전체 맥락에서는 꼭 반대되지는 않는다. 정치가 백성을 이로운 방식으로 이루어져야 한다는 점은 공자의 철학과 통하는 부분도 있다.
묵자는 유가의 '존비친소'에 기초한 사랑을 비판하면서, 다른 사람의 가족도 자신의 가족을 대하듯 하라고 주장하는 겸애를 주장하였다. 이 겸애는 유가에서 '아비도 몰라보는 집단'이라고 비난받는다.
묵자는 유교의 허례허식이 백성의 이익을 저해한다고 판단하여 유교의 예를 맹렬히 비판하였다(유가의 삼년상의 비판을 대표할 정도로 전형이 될 만한 특징이 있는 예이다). 공자를 포함한 사상가 대부분은 통치자가 백성을 이롭게 해야 한다고 주장했으나 묵자는 그런 사람들과 달리 통치자도 백성처럼 검소하게 생활해야 한다고 주장하면서 관습화한 예를 소모성이 있다고 생각하였다.
묵자의 사상을 보면, 상현은 유가의 주장을 반박하여 관리의 임용에는 신분이나 직업에 구애하지 않고 문호를 넓게 개방하여 등용하라고 말하였다. 묵자의 겸애는 자국과 타국, 자가와 타가의 차별을 없애고 사람은 널리 서로 사랑하라는 설로서 묵자 사상의 결정체인데 공자가 통치자 처지에서 백성을 이롭게 해야 한다는 주장 일정부 통하므로, 반드시 배치된다고 간주할 수는 없다.
비공은 전쟁이 불의이고 백성을 해친다고 주장하여, 현대 평화주의 이론과 공통점이 있다. 절용과 절장은 군주의 의례적인 사치에 반대한 것이다. 비악에서는 궁정음악이 백성의 이익에 배반됨을 말하였다. 천지에서는 하늘이 뜻하는 것은 인간 사회의 정의가 되며, 모든 사람이 본받고 따라야 할 규범이 된다고 하였다. 상동은 나라의 상하가 일치해야 하고 천자가 행하는 것이 하늘의 뜻과 부합되어야 한다고 하였다.

## 출신 및 생애
묵자의 묵은 검다는 뜻이다. 여기서 묵은 두 가지로 해석되는데 첫 번째는 묵자의 살이 검었다는 것, 두 번째는 묵자가 이마에 먹을 새기는 형벌인 묵형을 받았다는 것이다. 살이 검다는 것은 해석하면 햇볕에 살갗이 탔다는 것인데 만약 그렇게 된다면 묵자는 직접 노동하는 위치, 즉 농민이라는 점이다. 두 번째, 묵형을 받았다는 것으로 해석하더라도 당시 묵형 받은 범죄자들은 하층민이거나 하층민으로 떨어졌다는 것을 생각할 때 묵자는 하층민의 신분으로서 살아갔다는 결론이 나온다. 결국 묵자라는 이름으로 미루어 볼 때 묵자는 직접 노동하는 하층민의 위치에 있었다는 것인데 그렇다면, 묵자가 통치자도 백성처럼 검소하게 살아야 한다고 주장했다는 점이 맞아떨어진다.
(고대의 중국 은허 유적에서 태평양계 흑인종의 유골이 나온 점을 생각하면, 짙은 피부색을 가져 묵자라고 불렸을 가능성도 있다)
중국 기록에 묵씨는 여성 강씨로 되어 있는데 묵자와의 관련성은 알 수 없다. (묵자가 여성일 가능성도 있다) 일부 묵으로 발음하는 복성을 줄여서 묵씨가 되었다고 예상하는 때도 있으나 기원전에는 거의 단성화가 진행하지 않았다. 공자, 노자, 순자, 장자는 당대에 성이 없었고 발음과 성씨을 연결해서 연원이 만들어진 것은 후대에 일이다.
대부분의 역사가들은 묵자가 그가 겨우 관직에 오른 하급 장인 계급의 일원이었다고 믿는다. 그러나 그의 부모들은 그에게 다정하지 않았고 사랑을 거의 주지 않았다고 알려져 있다. 묵자는 비록 그가 송 지방에서 잠시 관직을 하였지만 루 지역(오늘날의 산둥 지방의 텅저우)의 사람이었다. 공자와 같이, 묵자는 전국시대에 서로 다른 통치국에서 관리가 되고 싶어한 사람들을 위한 학교를 유지했던 것으로 알려져 있다.
묵자는 목수였고, 기계를 만드는 데 탁월한 능력을 갖추고 있었고 기계적 새부터 성곽을 에워싸기 위해 사용된 바퀴달리고 이동식의 “구름 사다리”까지 모든 것을 설계하였다. 비록 그는 높은 관직까지 오르지 못했지만 묵자는 방어 시설에 대한 전문가로써 다양한 통치자들에 의해 찾아졌다. 그는 그의 초년기 때 유교를 배웠지만 그는 유교가 너무 운명론적이고 축하와 장례식에 너무 많은 공을 들여 서민들의 생계와 생산성에 해를 끼친다고 보았다. 그는 그의 일생 동안 공자와 견줄 만한 큰 추종자를 유치할 수 있었다. 그의 추종자들-대부분 기술자들과 장인들-은 철학적, 기술적인 저술을 모두 공부한 숙련된 질서 속에서 조직되었다.
그 당시에 묵자의 대중적인 이해의 몇몇 설명들에 따르면, 그는 많은 사람들이 허난으로부터 온 가장 위대한 영웅으로 칭송 받았다. 개인적인 이득이나 심지어 그 자신의 삶이나 죽음에 관계없이 그의 열정은 사람들의 선을 위해 있다고 하였다. 사회에 대한 그의 지칠 줄 모르는 공헌이 있었지만, 자신을 헤치면서까지 남을 위한 다는 것은 옳지 않다고 비판받았으며, 대표적으로 공자와 맹자는 묵자는 지나친 겸애가로 잘못된 바가 있다고 지적했다. 무언가가 사람들에게 이익이 되는 한, 묵자는 비록 그것이 거의 머리나 그의 발을 다치게 하는 것을 의미한다 하더라도 그것을 추구할 것이다. 장태안은 도덕적 선함의 관점에서 공자와 노자조차도 묵자와 비교할 수 없다고 하였다.
묵자는 전국시대의 폐허를 목도하고 여러 지역으로 여행을 다니며 통치자들의 정복 계획을 만류하였다. 묵자의 “공수” 장에 따르면 그는 송 지역에 대한 공격을 미연에 방지하기 위해 초 지방으로 십 일 동안 걸었다. 초 정부에서 묵자는 초의 전술가인 공수반과 9개의 모의 전쟁 게임에 참여하였고 공수반의 모든 책략이 뒤집혔다. 공수반이 그에게 죽음으로 위협하자, 묵자는 왕에게 그의 제자들이 이미 송 군의 군대를 훈련시켰으므로 자신을 죽이는 것은 쓸모없을 것이라고 알렸다. 초왕은 전쟁을 하지 말라고 명령하였다. 그러나 묵자는 돌아오는 길에 그를 알아치리지 못한 송의 병사가 묵자가 그들의 도시로 들어오지 못하게 하여 몹시 차가운 비를 맞으며 하룻밤을 보내야 했다. 이 이야기 후에 그는 Qi 지방이 루 지방을 공격하지 못하게 막았다. 그는 도시에 대한 방어가 단지 축성, 무기, 식량 공급에만 의존하는 것이 아니라, 재능있는 인재를 가까이 두고 그들에게 신뢰감을 주는 전략 또한 중요하다고 생각하였다.

## 같이 보기
- 묵자 (책)
- 공자
- 장자
- 송나라
- 고죽국
- 제자백가